# Watchmaker
Watchmaker war eine US-amerikanische Grindcore-Band aus Boston, Massachusetts, die 1997 gegründet wurde und sich ca. 2006 auflöste.

## Geschichte
Die Band wurde 1997 von dem Sänger Brian Livoti mit ein paar Freunden gegründet, nachdem er das College beendet hatte. In Livotis Keller folgten daraufhin die ersten Proben. Neben Livoti bestand die Besetzung aus den Gitarristen Paul Vaughn und Tim Donovan, dem Bassisten Nick Kirlis und dem Schlagzeuger Michael Garret. Der Name wurde dem Kapitel „The Watchmaker“ des Buchs Watchmen von Alan Moore entliehen. Durch einen Freund, der in einem Tonstudio arbeitete und den die Band auf einer Hochzeit wiedergetroffen hatte, war es der Gruppe möglich, ein erstes Demo kostengünstig aufzunehmen. Durch diesen Freund erreichte die Band auch einen Plattenvertrag bei Wonderdrug Records, wobei das Label sich im selben Gebäude wie das Tonstudio befand. Nach dem 2001er Debütalbum Kill.Crush.Destroy. wurde Willowtip Records auf die Gruppe aufmerksam, worüber 2003 das zweite Album Kill.Fucking.Everyone. in den USA und in England veröffentlicht wurde. Daraufhin schlossen sich Konzerte zusammen mit Today Is the Day, Burnt by the Sun und Cephalic Carnage an. Bei den Auftritten gab die Band keine Setlisten an und die Liedtitel behielt Brian Livoti für sich. In den restlichen Teilen Europas erschien das Album erst zwei Jahre später. 2005 erschien daraufhin das dritte Album Erased from the Memory of Man weltweit zeitgleich. Nach einer Split-Veröffentlichung mit Hirudinea im Jahr 2006 über Bestial Onslaught Productions, kam es zur Auflösung der Band.

## Stil
Laut Brian Livoti im Interview mit Kirby Unrest von scenepointblank.com probt die Band ihre Lieder nicht vorher, sondern schreibt sie spontan im Tonstudio. Am ersten Wochenende spiele einer der beiden Gitarristen sowie Livoti und der Schlagzeuger die Thrash-Passagen ein. Nach einer kurzen Pause teile man die Aufnahmen in Songs ein und jener Gitarrist, der nicht an den ursprünglichen Aufnahmen teilgenommen habe, spiele darüber. Der Schlagzeuger hingegen nehme nicht weiter an den Aufnahmen teil. Am Schluss spiele der Bassist seinen Teil dazu ein. Auch die Texte würden meist spontan entstehen und würden von alltäglichen Themen und Ängsten oder auch Livotis Eheproblemen handeln. Livoti sei am stärksten durch Def Leppards Pyromania, The Number of the Beast von Iron Maiden und Slayers Reign in Blood beeinflusst worden. Wolf-Rüdiger Mühlmann vom Rock Hard schrieb in seiner Rezension zu Kill.Fucking.Everyone., dass das Spieltempo durchweg hoch sei. Die Songs kämen vom Songwriting, Spielniveau und inhaltlicher Aussage jedoch nicht an Grind- und Crustcore-Gruppen wie Napalm Death, Doom, Discharge, Sore Throat, Nasum und Skitsystem heran. Uwe Kubassa vom Ox-Fanzine rezensierte das Album ebenfalls und beschrieb die Musik als destruktiven und aggressiven Grindcore und habe dabei selten „solch eine angepisste Band erlebt“. Jan Jaedike, ebenfalls vom Rock Hard, meinte in seiner Rezension zu Erased from the Memory of Man, dass hierauf eine „Noise-Grind-Eruptionen mit mal mehr, mal weniger Verstand“ enthalten ist, die man auch als „White-Trash-Noise“ bezeichnen könne. Die Musik empfand er jedoch als weniger nervend als die vieler Mathcore-Bands. Ollie Fröhlich vom Ox-Fanzine schrieb in seiner Rezension zu dem Album, dass er es anfangs noch alleine dem Crustcore zugeordnet hätte, jedoch würde er nun die Musik als Mischung aus Crustcore, Hardcore Punk, Grindcore und Noise bezeichnen. Diese aggressive Mischung werde jedoch schnell langweilig. In den Songs gebe es „infernalisch gebrüllte Texte“.

## Diskografie
- 2001: Kill.Crush.Destroy. (Album, Wonderdrug Records)
- 2003: Kill.Fucking.Everyone. (Album, Willowtip Records)
- 2005: Erased from the Memory of Man (Album, Willowtip Records)
- 2006: Hirudinea / Watchmaker (Split mit Hirudinea, Bestial Onslaught Productions)
- 2015: Kill.Crush.Destroy / Hirudinea Split E.P. (Kompilation, Killeveryone Records)
- 2015: Kill.Fucking.Everyone. / Erased from the Memory of Man (Kompilation, Killeveryone Records)